# Gersdorf (Markersdorf)
Gersdorf ist ein Ortsteil von Markersdorf im Landkreis Görlitz.

## Lage
Gersdorf liegt etwa 3 km südwestlich von Markersdorf in der Oberlausitz. Der Ort hat einen Haltepunkt Gersdorf (b. Görlitz) an der Bahnstrecke Dresden–Görlitz. Im Süden verläuft die S 111 von Reichenbach/O.L. nach Görlitz.

## Nachbargemeinden

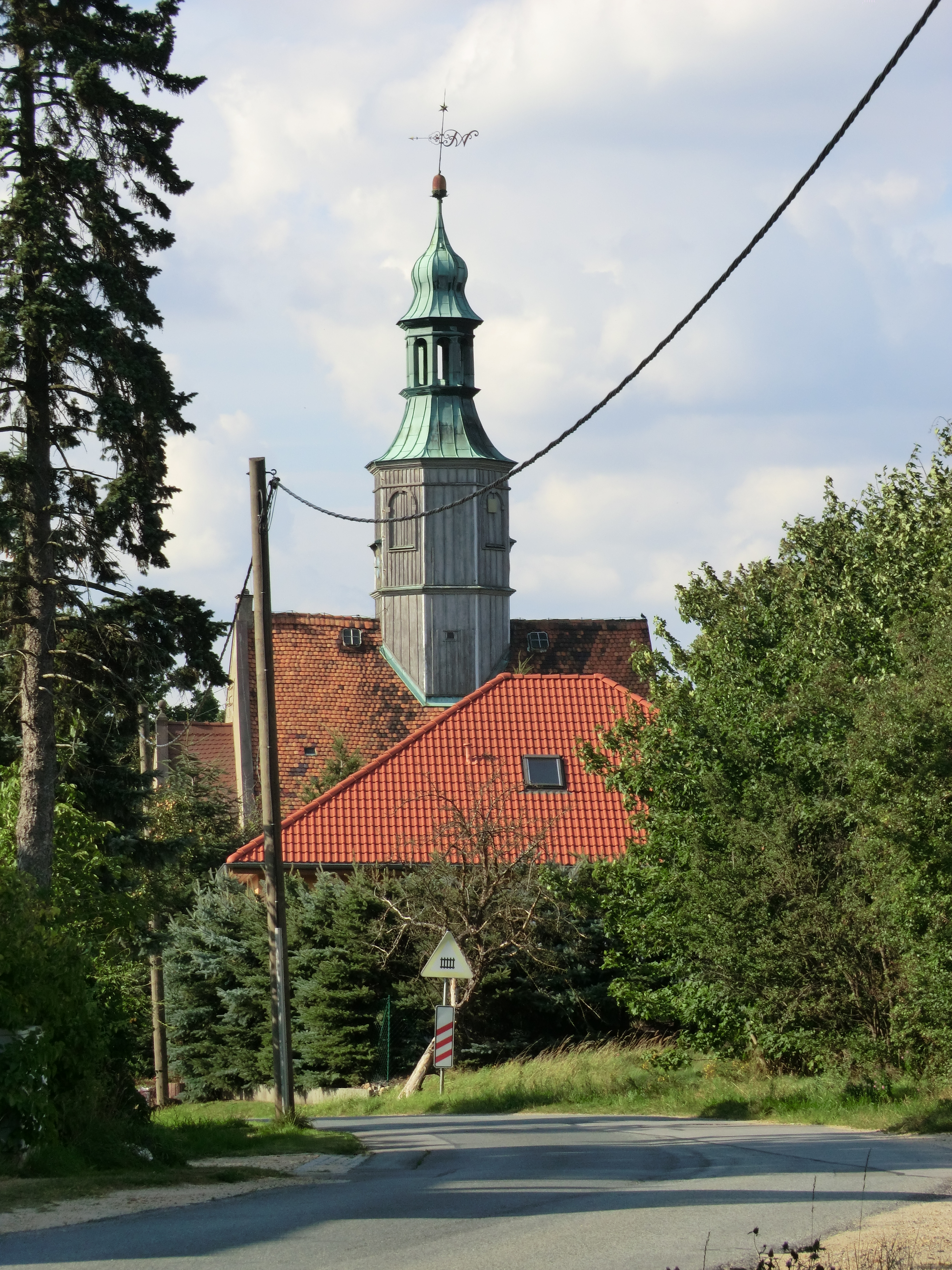
Kirche Gersdorf

| Reichenbach/O.L.  |                                             | Markersdorf  |
| Niedersohland     | Kompassrose, die auf Nachbargemeinden zeigt | Pfaffendorf  |
| Deutsch-Paulsdorf |                                             | Friedersdorf |

## Geschichte

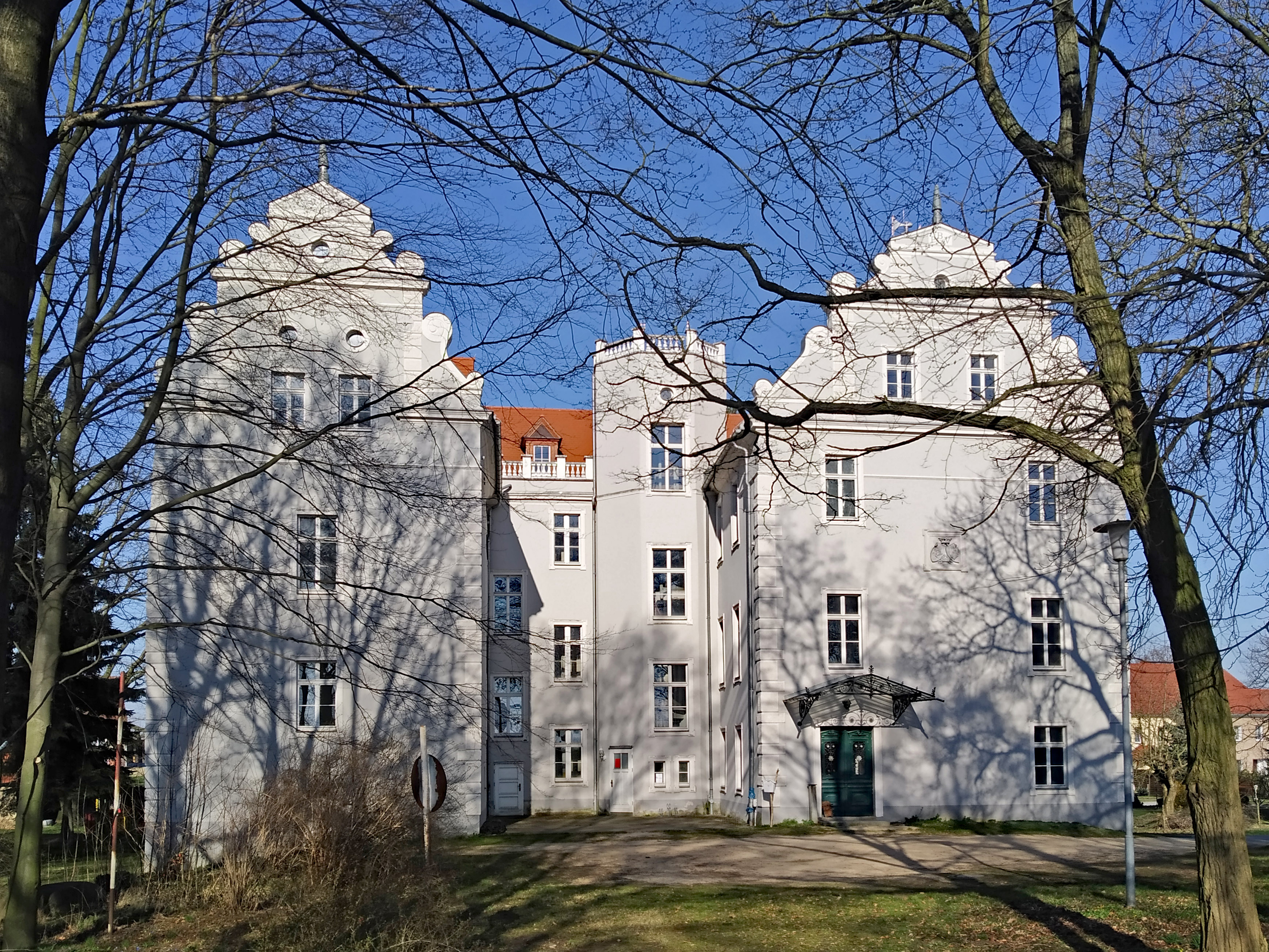
Schloss Gersdorf

Das Waldhufendorf besaß ein Rittergut, welches der Stammsitz der Herren von Gersdorff ist. Diese werden 1241 urkundlich erstmals erwähnt und beginnen ihre Stammreihe mit dominus Christianus aduocatus provincie Gorlicensis dictus de Gerhardisdorff (Herrn Christian von Gerhardsdorf, Landvogt der Provinz Görlitz). Die Familie von Gersdorff wirkte bis Ende des 16. Jahrhunderts vor Ort. Auf dem sich entwickelnden Herrensitz wurde dann 1585 ein Günther von Hermsdorf erwähnt, 1603 folgte Hans von Warnsdorf, dessen Nachfahren wiederum den Besitz an Hiob von Salza-Ebersbach veräußerten. Bis 1877 verblieb Gut Gersdorf der Familie von Nostitz, unter anderem bei Johann Carl Gotthelf von Nostitz-Drzewiecki, der in zweiter Ehe 1808 mit Henriette Louise Auguste Krug von Nidda verheiratet war. Sie erwarb Gersdorf 1810 für 70530 Reichstaler. 1877 ererbte die briefadelige Familie Krug von Nidda aus die Linie Gatterstädt von der Tante und Kirchenpatronin Frau Major von Salza geborene Krug von Nidda die Besitzung offiziell. Der spätere General Karl Krug von Nidda (1820–1880) war Gutsherr auf Gersdorf, auch sein Sohn mit gleichem Dienstgrad, Hans Krug von Nidda, lebte in Gersdorf bis 1922. Etwa zu dieser Zeit hatte Gut Gersdorf nach dem Gothiaschen Genealogischen Taschenbuch einen Umfang von 450 ha. Letzter Schlossbesitzer, noch mit einem an Leutnant a. D. Otto Schulze verpachteten 382 ha unter Leitung des Vollstreckers Oberregierungsrat Carl Ludwig Krug von Nidda mit Sitz in Berlin Besitz versehen, war als Testamentsvollstrecker der Erbengemeinschaft Krug von Nidda der Oberregierungsrat Carl Ludwig Krug von Nidda mit Wohnsitz in Berlin. Dann folgte die Bodenreform 1945.   
Gersdorf war zum Landkreis Görlitz gehörig. Die Gemarkungsgröße betrug im Jahr 1895 konkret 927 Hektar. Gersdorf besaß eine Pfarrkirche. 1947 wurde der Ort Teil des Kreises Weißwasser-Görlitz und 1952 des Kreises Görlitz. Seine Eigenständigkeit verlor die Gemeinde Gersdorf im Jahr 1994 durch die Eingemeindung nach Markersdorf. Der Landkreis Görlitz ging 1994 in den niederschlesischen Oberlausitzkreis über, der zum 1. August 2008 durch die Kreisreform Sachsen 2008 zum neuen Landkreis Görlitz kam.

## Entwicklung der Einwohnerzahl

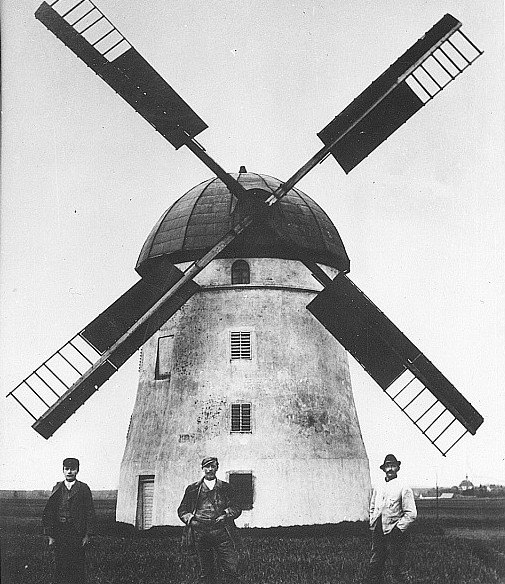
Holländer- oder Waltermühle (um 1846 erbaut, 1965 gesprengt)

| Jahr | Einwohnerzahl                             |
| ---- | ----------------------------------------- |
| 1777 | 13 besessene Mann, 34 Gärtner, 32 Häusler |
| 1825 | 588                                       |
| 1871 | 645                                       |
| 1885 | 696                                       |
| 1905 | 647                                       |
| 1925 | 615                                       |
| 1939 | 598                                       |
| 1946 | 919                                       |
| 1950 | 932                                       |
| 1964 | 737                                       |
| 1990 | 632                                       |
| 1994 | 610                                       |
| 2000 | 702                                       |
| 2002 | 694                                       |
| 2004 | 659                                       |
| 2005 | 652                                       |
| 2006 | 637                                       |
| 2007 | 628                                       |
| 2008 | 642                                       |
| 2009 | 621                                       |
| 2010 | 628                                       |
| 2011 | 620                                       |
| 2012 | 597                                       |
| 2013 | 586                                       |
| 2014 | 584                                       |
| 2015 | 588                                       |
| 2016 | 587                                       |
| 2017 | 580                                       |
| 2018 | 574                                       |
| 2019 | 584                                       |

## Schulen
Seit 2020 existiert eine freie Grundschule im Schloss. Träger der Schule ist die Schkola GmbH mit Sitz in Hartau. Im April 2018 wurde der flankierende Verein „Blick zur Landeskrone“ gegründet.

## Söhne der Gemeinde
- Adelbert Matthaei (1859–1924), Kunsthistoriker, Rektor der TH Danzig
- Heinz Bielka (1929–2020), Zell- und Molekularbiologe sowie Direktor des Instituts für Zellphysiologie (DAW)